# King Solomon's Mines (filme de 1985)
King Solomon's Mines (bra: As Minas do Rei Salomão; prt: As Minas de Salomão) é um filme americano, do gênero ação/aventura de 1985, baseado no livro homônimo britânico de 1885 escrito por Henry Rider Haggard. Foi produzido pela Golan Globus, sob condução de Yoram Globus e Menahem Golan. A produção foi dirigida por J. Lee Thompson e estrelada por Richard Chamberlain e Sharon Stone.
O filme originou a sequência Allan Quatermain e a Cidade do Ouro Perdido (Allan Quatermain and the Lost City of Gold); em 1986.

## Sinopse
Allan Quatermain (Chamberlain) é um caçador de tesouros que, convencido por Jesse Huston (Stone) para ajudá-la a procurar o pai — que está perdido nalgum lugar numa floresta africana; onde desapareceu numa expedição em busca das Minas do Rei Salomão — parte numa jornada repleta de perigos e aventuras. São perseguidos pelo exército alemão, liderado pelo coronel Bockner (Lom) e por um traficante de escravos, Dogati (Rhys-Davies)

## Elenco principal
| Ator                | Personagem       |
| ------------------- | ---------------- |
| Richard Chamberlain | Allan Quatermain |
| Sharon Stone        | Jesse Huston     |
| Herbert Lom         | Coronel Bockner  |
| John Rhys-Davies    | Dogati           |
| Ken Gampu           | Umbopo           |